# Pfarrkirche Thörl-Maglern
Koordinaten: 46° 32′ 22,9″ N, 13° 39′ 10,5″ O
Die römisch-katholische Pfarrkirche Thörl-Maglern steht nahe dem Ort Thörl-Maglern in der Marktgemeinde Arnoldstein in Kärnten. Sie ist dem heiligen Andreas geweiht. Ihre Geschichte geht auf eine Kapelle zurück, die im Jahr 1169 erstmals in Thörl-Maglern erwähnt wurde. Die heutige Kirche wurde nach Umbau und Reparaturen 1489 geweiht, später mehrfach umgebaut  und im 20. Jahrhundert unter Denkmalschutz (Listeneintrag) gestellt. Die kunsthistorische Bedeutung verdankt die Kirche ihren Fresken, die zu den Hauptwerken des Thomas von Villach zählen. Sie gehört zum Dekanat Villach-Land/Beljak-dežela, dieses zur Diözese Gurk-Klagenfurt und damit zum Titularbistum Aguntum. Die Kirche ist ein bedeutender Ort auf dem Internationalen Pilgerweg I26 (Via Slavorum).

## Lage
Das Gotteshaus steht auf freiem Feld, weitab von jeglicher Bebauung und trägt die Adresse Maglern 2. Das Flüsschen Gailitz liegt in der Nähe, ebenso wie der heutige Grenzübergang zu Italien. Von der vorbeiführenden Bundesstraße besteht eine Abzweigung mit einem Parkplatz zur Fläche vor der Kirchenanlage.

## Geschichte
Eine Ersterwähnung einer Kapelle s. Andrae mit einem angefügten Friedhof nahe dem Ort Thörl erfolgte in einer Schenkungsurkunde des Patriarchen Ulrich von Aquileia an das Benediktinerkloster Arnoldstein. Sie gehörte zuerst zur Pfarre St. Johann am Dobratsch, dann, nachdem bei einem Erdrutsch im Jahr 1348 deren Hauptkirche verschüttet worden ist, als Filialkirche zur Pfarre Göriach im Gailtal. Einen verheerenden Schaden richteten nach Kärnten einfallende Türken an, sie brannten 1482 das Kirchlein nieder. Sieben Jahre dauerte dann die Instandsetzung auf den romanischen Grundmauern und 1489 konnte der Generalvikar von Aquileia die Wiedereinweihung feiern. Trotzdem plante die Gemeinde einen kompletten Neubau und führte mit dem ortsansässigen Steinmetzen Christian von Malborghet entsprechende Verhandlungen, die zum Abschluss eines Bauvertrags im Jahr 1503 führten. Die vorhandenen Finanzen reichten aber nur für eine Erhöhung und Einwölbung des Kirchenschiffes sowie einer Verlängerung nach Westen. Das erforderte eine mittlere Stütze, die durch das Einziehen eines Triumphbogens erreicht wurde. Außerdem wurde ein neuer hoher Kirchturm errichtet, der 1517 fertig gestellt war. Die bauliche Erweiterung des Kirchengebäudes erwies sich als notwendig, weil die Andreaskirche zu einer viel besuchten Wallfahrtskirche geworden war. Dokumente aus jener Zeit berichten, dass jährlich „drei gottselige eyffrige Wohlfahrten“ stattfanden. Daher wurden vor dem Umbau auch Messfeiern mit einem Tragaltar vor der Kirche im Freien zelebriert.
Bereits 1428 findet sich in einer Kunsttopographie vom Herzogtum Kärnten die genannte Kapelle mit einer Kirchenglocke. – Im Jahr 1787 wurde Thörl-Maglern zu einer eigenständigen Pfarre erhoben.
In den Jahren zwischen 1990 und 2020 ist das Kirchengebäude innen und außen mehrfach renoviert worden, auch eine neue Dacheindeckung kam hinzu. Die Vorhalle wurde voll verglast und bietet mit ihrer schlichten Ausstattung einen eigenen kleinen Feierraum.

## Bauwerk

### Außen
Der Zugang zum Gotteshaus erfolgt durch eine verglaste Vorhalle, in welcher ein Kruzifix hängt.
Das spätgotische Langhaus mit zum Teil romanischem Mauerkern besitzt zweiteilige Lanzettfenster mit ursprünglichem Maßwerk. Die Fenster des Altarraumes sind hoch, mehrsprossig und spitzbogig. An den Längsseiten des Kirchenschiffs sind zwei Fenster eingebaut, eins nordwestlich und eins südöstlich unmittelbar hinter dem Triumphbogen. Alle Fenster zeigen inzwischen das ursprüngliche Maßwerk, das bei Sanierungsarbeiten im Jahr 1969 neu angefertigt wurde. Der mit Spitzgiebelhelm bekrönte Turm erhebt sich über dem westlichen Doppeljoch des Langhauses und weist Mauerschlitze, spitzbogige Schallfenster sowie in den Giebeln Rundfenster auf. Eine Glocke wurde 1478 gegossen. – Der Chor wird von zweifach abgetreppten Strebepfeilern gestützt. Von den vier zweiteiligen Lanzettfenstern mit Maßwerk haben die drei im Chorschluss Fischblasenform. Nördlich schließt an Langhaus und Chor die Sakristei an. Die Tür der Sakristei wurde 1891 geschnitzt. Die große Vorhalle mit Rundbogenöffnungen aus neuerer Zeit hat die gleiche Breite wie das Langhaus.
Das spitzbogig profilierte ehemalige Südportal ist vermauert. Zu beiden Seiten des spätgotischen, spitzbogig profilierten Westportals sind spätgotische Weihwasserkessel aufgestellt und ein querformatiges, erst in späterer Zeit ausgebrochenes Fenster, lässt etwas Tageslicht einfallen.
Der Kirchturm erhebt sich über dem Gewölbe des Langhauses und ist etwa doppelt so hoch wie das Dach des Kirchenschiffes. Aus historischen Dokumenten folgt, dass er insgesamt 52 Meter hoch ist, ohne Turmkugel und Kreuz circa 47 m. Ein steiler Spitzhelm schließt das Bauwerk ab. Darin befindet sich die Glockenstube für ein dreistimmiges Geläut.
Nördlich seitlich wurde die Sakristei mit einer Grundfläche von etwa 4 × 8 m angebaut.
Nordseitig am Vorhallenpfeiler ist ein alter Grabstein erhalten, der einem Hammerarbeiter gewidmet ist.

### Innen
Der Kircheninnenraum ist rund 28 m lang (einschließlich Apsis) und 7 m breit. Der Chorraum ist dagegen etwas schmaler und hat einen fünfeckigen Grundriss bzw. einen Fünfachtelschluss.
Das Netzrippengewölbe (Sternrippengewölbe) über gekehlten Wandpfeilern mit Rundvorlage im Langhaus wird durch einen herabgezogenen abgefasten Spitzbogen in zwei Doppeljoche geteilt. Im westlichen Joch steht die barocke Holzempore mit einer neugotischen Orgel. Ein eingezogener, spitzbogig abgefaster Triumphbogen verbindet das Langhaus mit dem einjochigen Chor. Die östlich an die Triumphbogenwand anschließenden älteren Mauerteile stammen von einer halbkreisförmigen romanischen Apsis. Im Chor erhebt sich ein Kreuzrippengewölbe über halbrunden Wandvorlagen, die im unteren Drittel der Wand in fratzenhafte Kopfkonsolen enden. Die insgesamt acht Köpfe schmücken die Dreiviertelsäulen in Höhe der Fensterbänke. Die Kopfdekore sind symbolische Darstellungen von Dämonen, die in den Dienst der Kirche gezwungen worden sind. In der Chornordwand befindet sich eine Sakramentsnische mit ursprünglichem Gitter, die von einem Kielbogen mit Kreuzblume sowie seitlichen Fialen bekrönt wird.

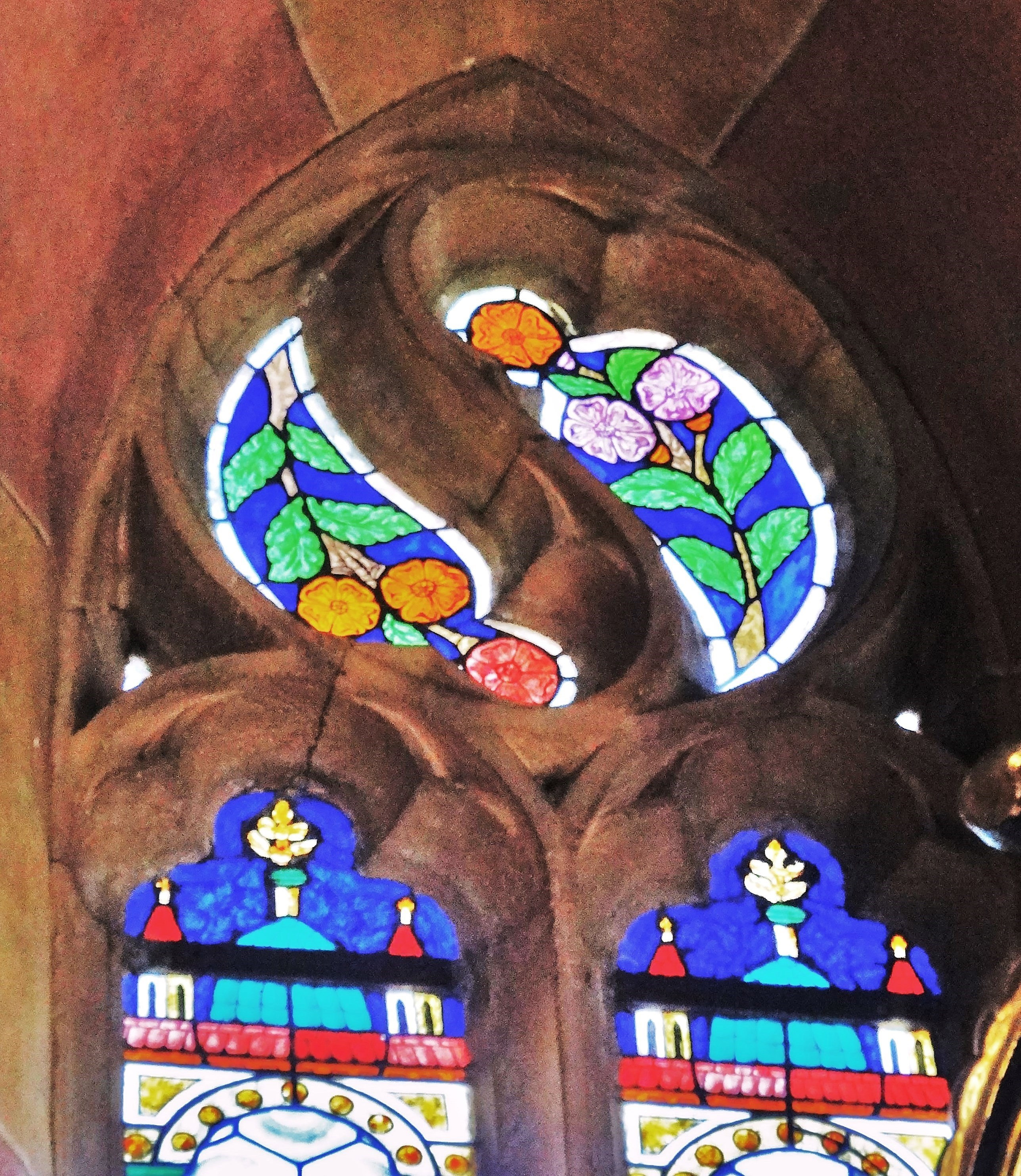
Fenster mit Fischblasen-Maßwerk im Chor
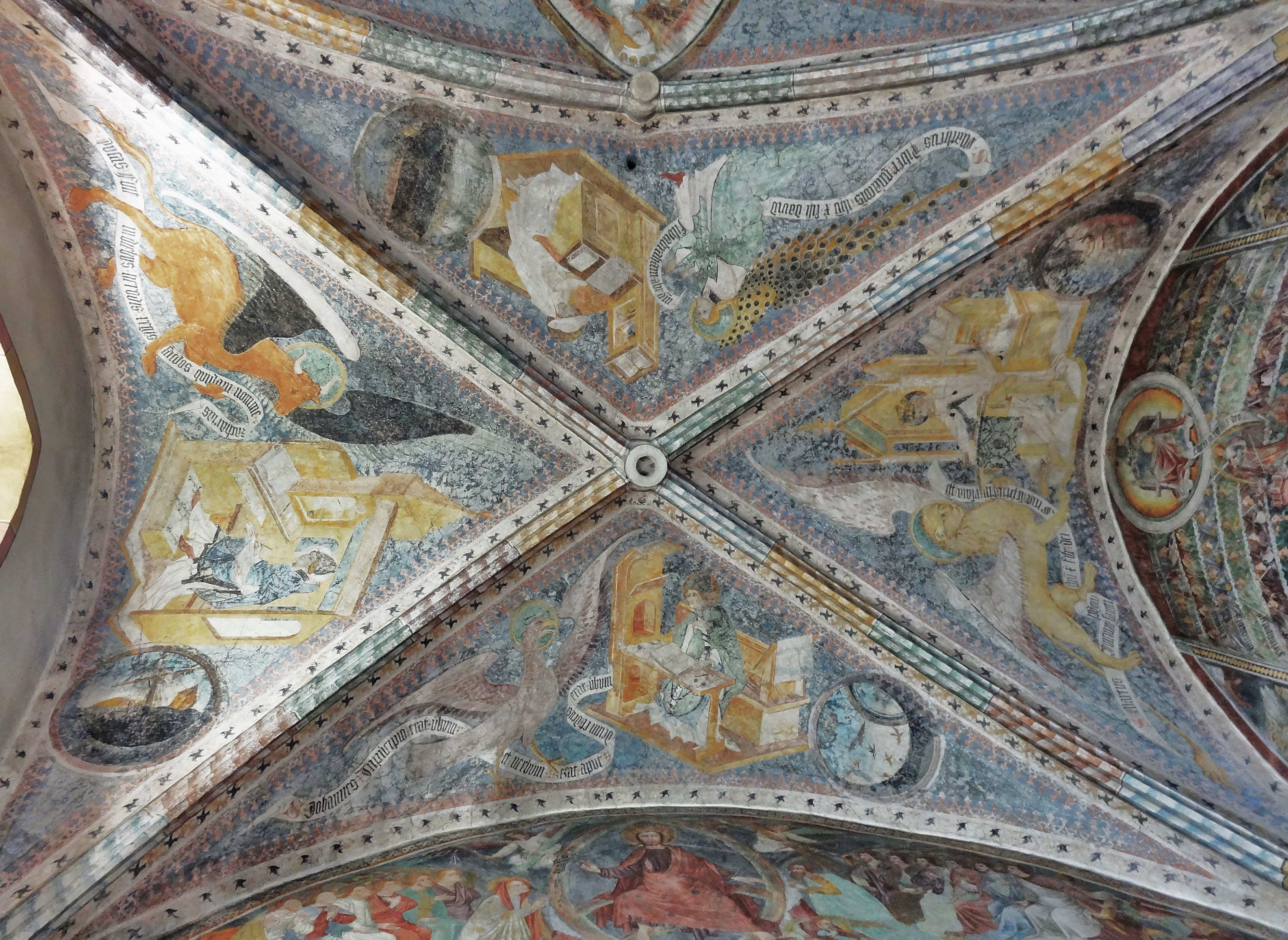
Kreuzrippengewölbe im Chor mit Fresken von Thomas von Villach
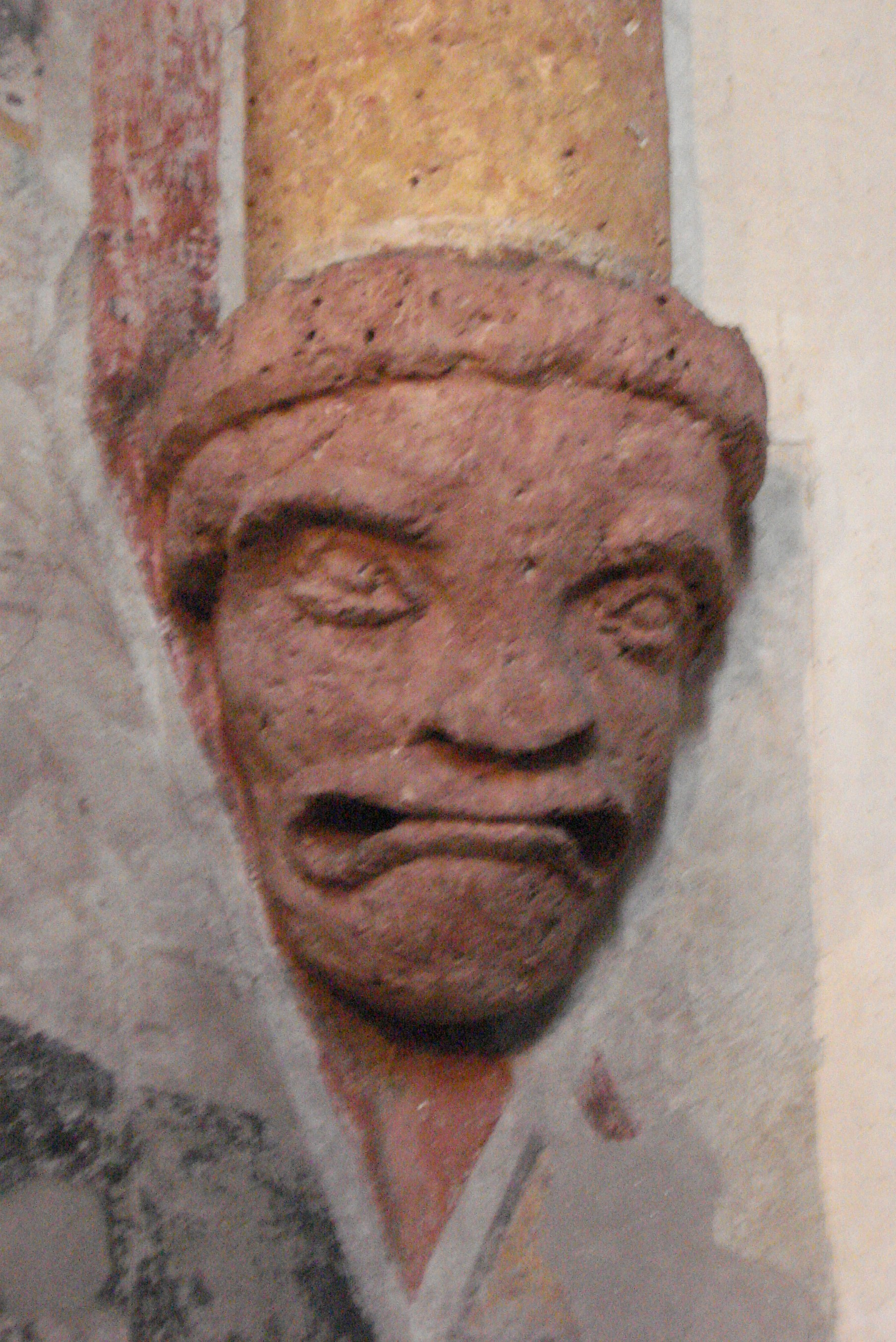
Kopfkonsole im Chor

Der Fußboden des Hauptgebäudes besteht aus Keramikplatten, die erst 1969 verlegt wurden und ältere Zementplatten ersetzten. Darunter sind Reste der Grundmauern der ersten Apsis der Kapelle erhalten.

## Ausstattung

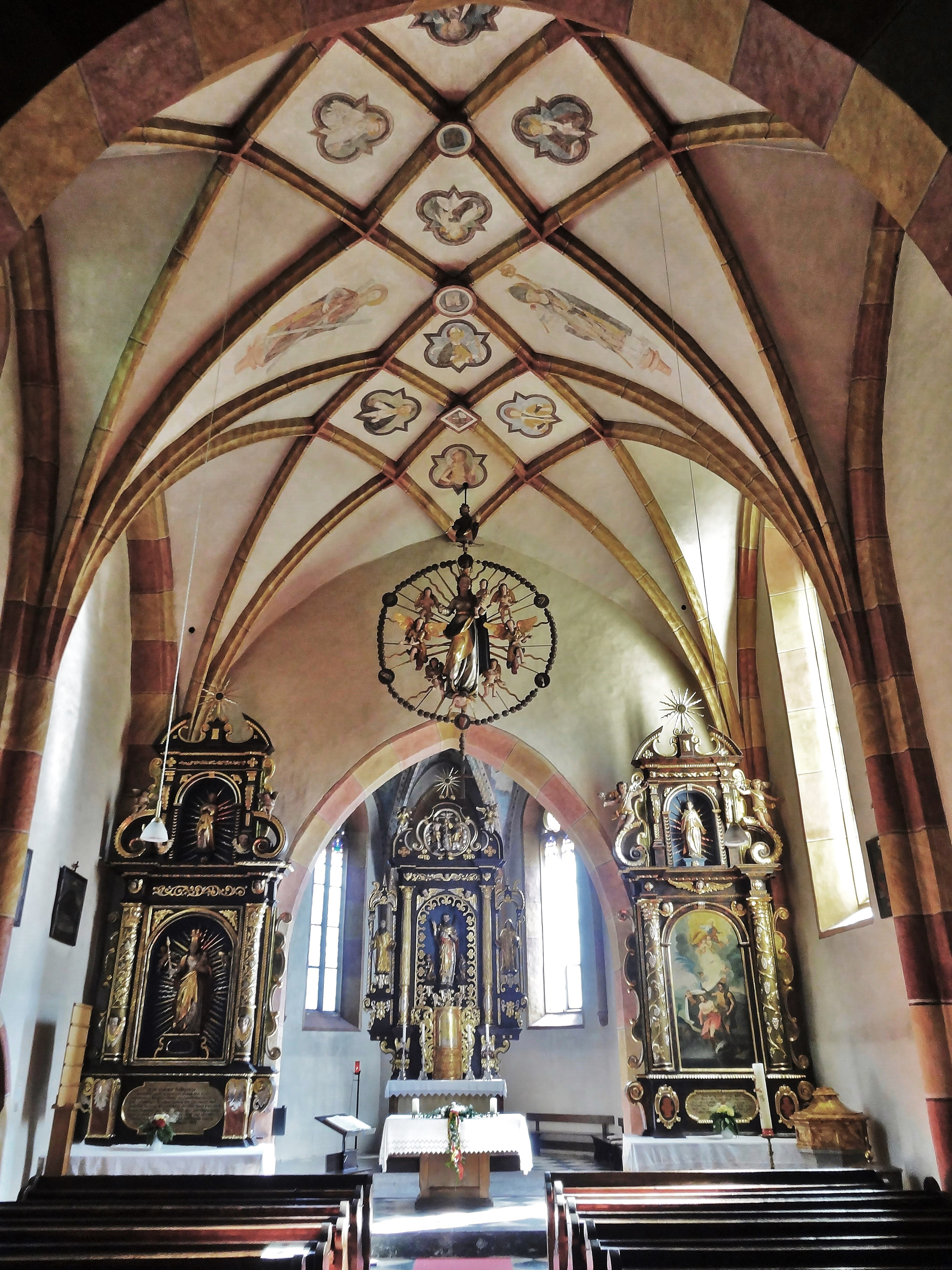
Innenansicht gegen den Altar

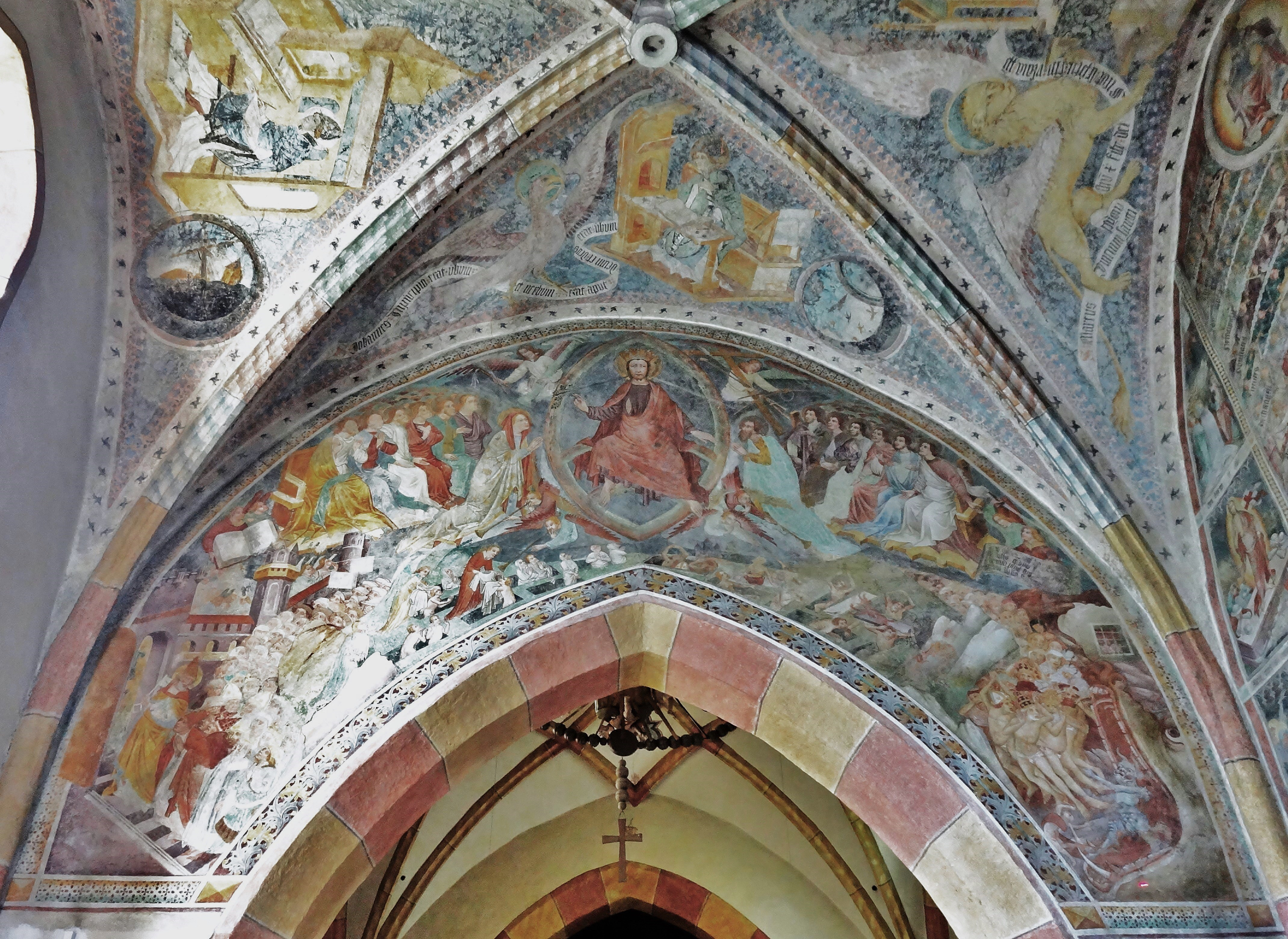
Fresko: Jüngstes Gericht am Triumphbogen

### Kirchenhauptraum

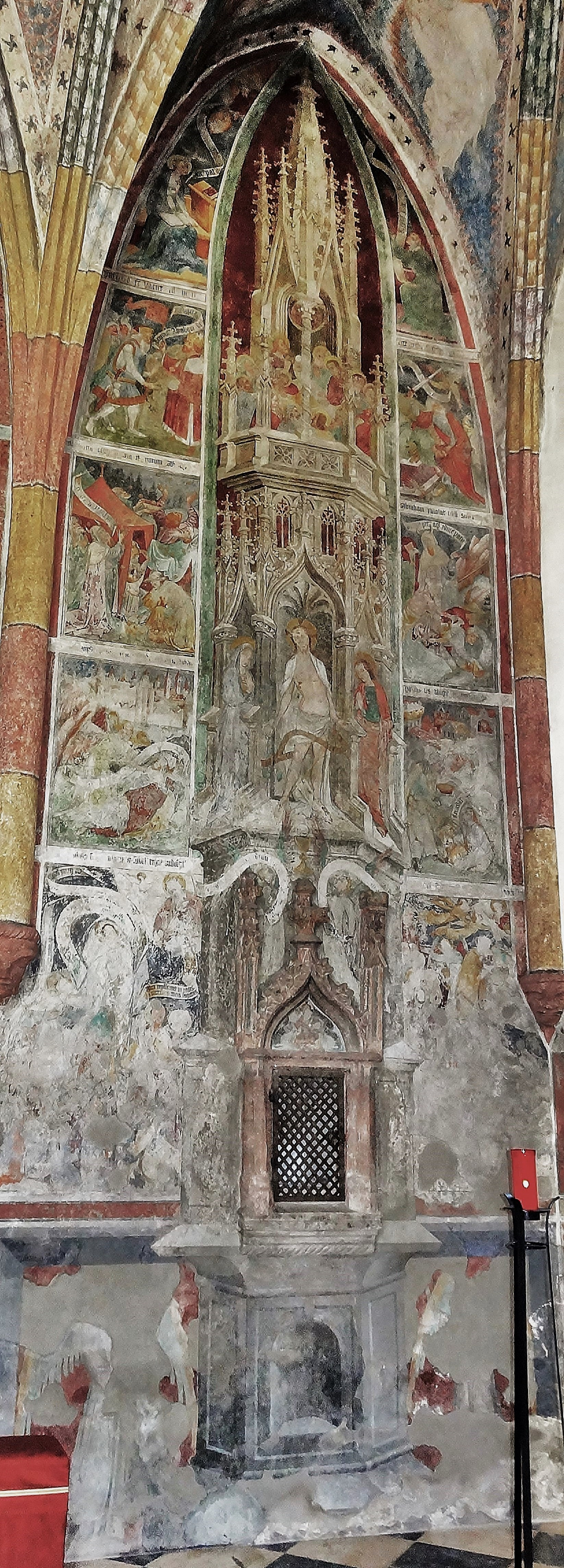
Über der Sakramentsnische gemaltes Sakramentshaus

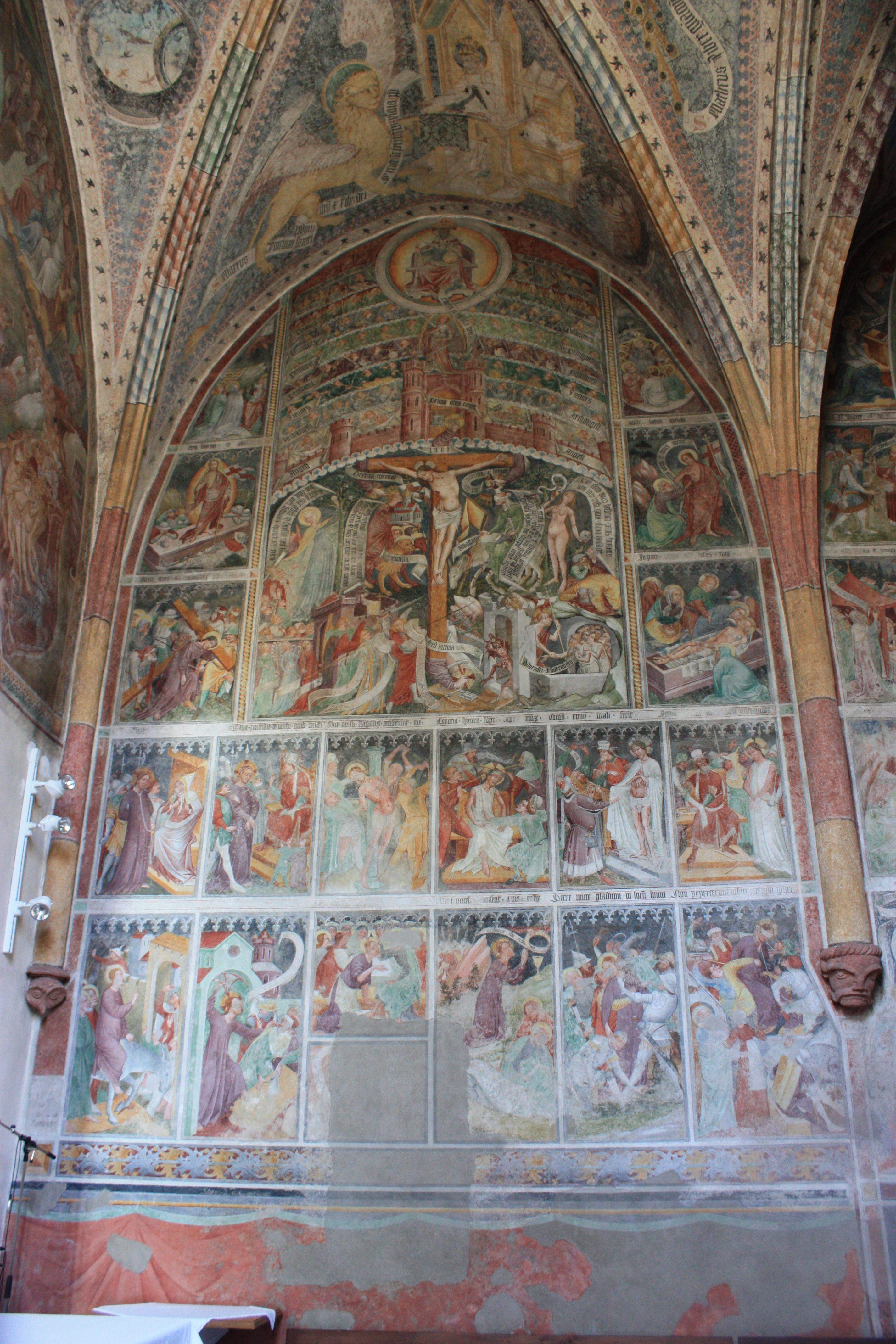
Fresko: Lebendes Kreuz

Der Triumphbogen zeigt chorseitig das Jüngste Gericht (auch Weltgericht genannt) mit Christus in der Mandorla und einem nackten Papst bei den Verdammten. In den Gewölbefeldern des Westjochs ist je ein Kirchenvater, ein Evangelistensymbol und ein Symbol eines Elements abgebildet. In den Chorschlussfenstern sind Maria mit Kind und Veronika mit dem Schweißtuch, umgeben von musizierenden Engeln, wiedergegeben.

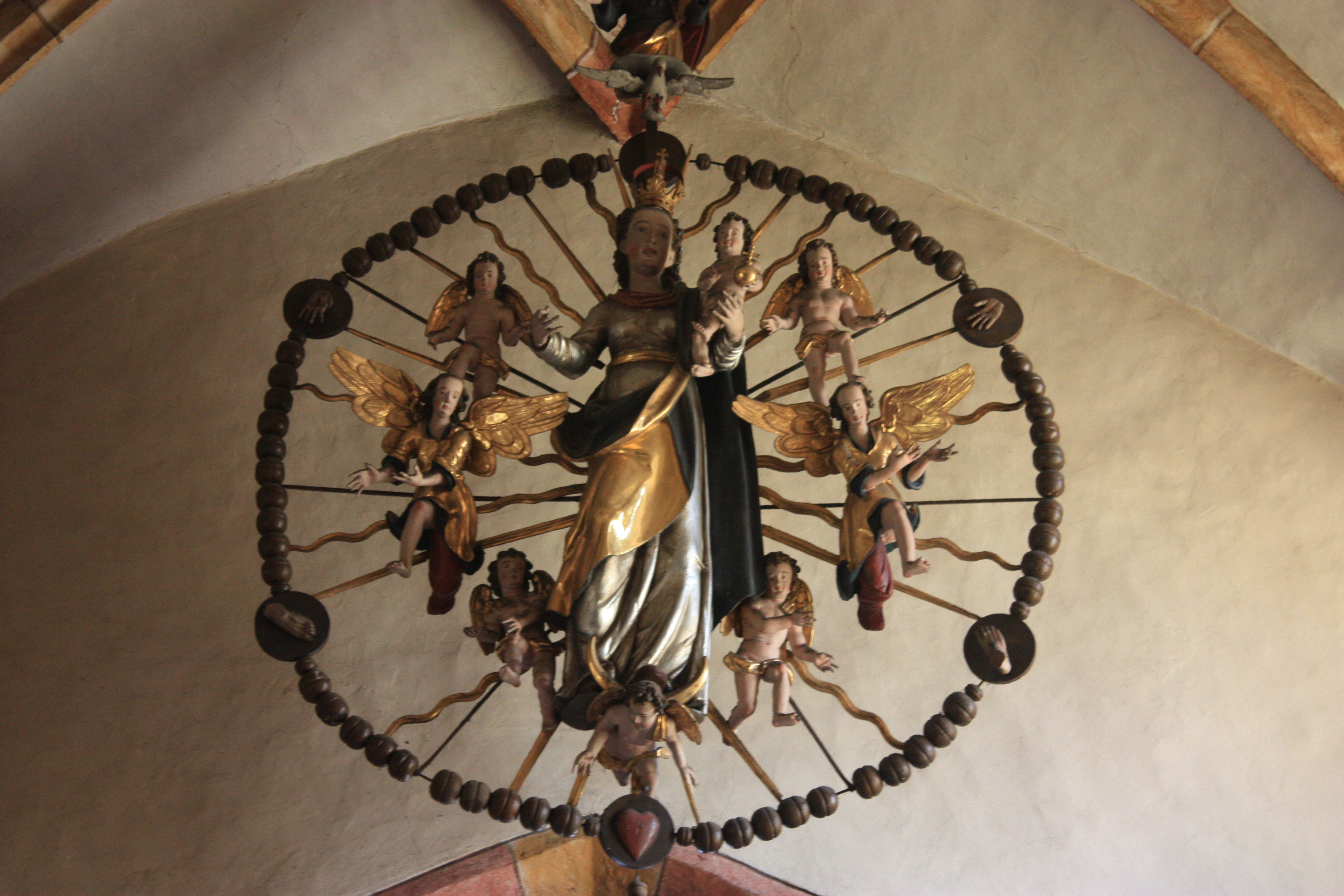
Rosenkranzmadonna

Die Rosenkranzmadonna vor dem Triumphbogen wurde im 17. Jahrhundert von Hans Finkhl geschnitzt und 1655/56 von Piero Asuardo gefasst.
Im Langhaus sind in den Zwickeln des östlichen Doppeljochs acht Dreipässe mit Heiligenbüsten und dazwischen ganzfigurig die heiligen Wolfgang und Andreas gemalt.

### Chor

#### Altäre
In der Kirche stehen drei Altäre:
Der Hochaltar aus dem Jahre 1613 mit Säulenretabel ist in den Farben Schwarz und Gold gefasst und besitzt einen Aufsatz aus späterer Zeit. Laut Memorabilienbuch der Kirche wurde der Hochaltar 1653 gefertigt. Im  Schrein stehen die Statuen des Apostels Andreas sowie zweier spätgotischer Leuchterengel. Assistenzfiguren sind links der hl. Benedikt, rechts die hl. Scholastika. Das Marienkrönungsrelief im Aufsatz wurde 1969 ergänzt. An der Altarrückseite ist das Schweißtuch der heiligen Veronika von 1613 abgebildet. Der Tabernakel stammt aus dem 18. Jahrhundert.
Der linke Seitenaltar enthält die Jahreszahl 1678 und ist ebenfalls in Gold und Schwarz gefasst. Er trägt eine Stifterinschrift von Georg Regatschnig, einem hochrangigen Vertreter aus dem Bistum Bamberg. Die Ausführung wurde dem rechten Seitenaltar angepasst, einschließlich einer Marienstatue mit Kind und im Aufsatz einer weiblichen Heiligen, die wohl ursprünglich eine Maria einer Kreuzigungsgruppe war. Die beiden Heiligenfiguren an der Emporenbrüstung waren ursprünglich auf diesem Altar aufgestellt.
Der rechte Seitenaltar wurde laut lateinischer Inschrift 1657 von Johannes Ehegartner von Rosenau, einem bambergischen Beamten, gestiftet. Das Altarblatt zeigt eine stark erneuerte Taufe Christi. Die jugendliche Aufsatzfigur war wohl als Johannes Teil einer Kreuzigungsgruppe.
An den Wänden vor den Nebenaltären hängen je drei Kreuzweg-Gemälde, die restlichen sechs sind an der Emporenbalustrade angebracht.
Vor dem Hauptaltar steht ein hölzerner Altartisch.

#### Fresken
Die Fresken wurden bei Renovierungsarbeiten im Jahr 1886/89 durch den Künstler Berthold Winder entdeckt und unter Theophil Melicher freigelegt. Allerdings wurden unkenntliche Teile übermalt oder ergänzt. Kunstfachleute nehmen an, dass Thomas von Villach das Lebende Kreuz 1470–1475, das Jüngste Gericht sowie die Sakramentsnischenwand vor 1482 und das Gewölbe um 1489 gemalt hat. Auftraggeber und gedanklicher Entwerfer könnte Thomas Steyerberger gewesen sein, der 16. Abt des Stiftes Arnoldstein.
Im westlichen Joch der Chornordwand ist ein Lebendes Kreuz dargestellt. Von den Enden des Kreuzes gehen vier Arme aus. Der untere bricht mit einem Hammer das Höllentor auf, dahinter dringt Christus in die Vorhölle ein. Links unter dem Kreuz sind der Kampf der Engel gegen die Mächte des Bösen und in der Ecke die drei christlichen Tugenden dargestellt. Der Arm am linken Kreuzbalken bekrönt das Haupt der Ecclesia, die ein Kirchenmodell und die Auferstehungsfahne hält und von einem Tetramorph getragen wird. Links daneben pflückt Maria eine Frucht vom Lebensbaum und reicht einer vom Papst angeführten Menschengruppe die Hostie. Der Arm am rechten Kreuzbalken durchbohrt mit einem Schwert die auf einem Esel reitende Gestalt der Synagoga. Die Augen der Synagoga sind verbunden, ihre Krone fällt zu Boden und ihre Fahne zerbricht. Rechts daneben bekommt Eva von der Schlange den Apfel der Versuchung gereicht und reicht ihrerseits drei verzweifelten Menschen einen Totenkopf.
Der oberste Arm öffnet mit einem Schlüssel das Himmelstor. Über dem Tor steht der Erzengel Michael mit Schwert und Seelenwaage. Zuoberst thront Gottvater in einer kreisrunden Glorie. Den Rest der Bildfläche füllen die in Bildstreifen übereinander angeordneten neun Engelschöre aus.
Das Lebende Kreuz ist umrahmt mit einem Passionszyklus. Dargestellt sind in der unteren Reihe: Der Einzug in Jerusalem, die Austreibung der Wechsler, die Fußwaschung, das Gebet im Garten Getsemani, die Gefangennahme und die Verspottung; in der darüber liegenden Reihe: Christus vor Kaiphas, Christus vor Pilatus, die Geißelung, die Dornenkrönung, Ecce homo, die Handwaschung des Pilatus; darüber zu beiden Seiten des Kreuzes: die Kreuztragung, die Grablegung, die Auferstehung, Christus und der ungläubige Thomas, Christi Himmelfahrt und das Pfingstereignis.
Das Lebende Kreuz wird auch als Gnadenloses Kreuz bezeichnet, mit folgender Begründung: „Die einsam zwischen den Ortsteilen liegende Pfarrkirche soll die Stelle eines Judendorfes einnehmen, einem Knoten des jüdischen Fernhandelsnetzes seit mindestens 876, welches auf Geheiß der Bischöfe von Bamberg (die bei jüdischen Finanzleuten in Villach verschuldet waren) wohl um 1390  zerstört worden sein soll, in der Folge der von Kaiser Karl IV ab 1349 geduldeten und mit ausgelösten Welle von Pogromen.“ Die Pfarrkirche und das Gnadenlose Kreuz sollten die Bevölkerung überzeugen, dass die Zerstörung des Judendorfes zu Recht erfolgt sei.
Im östlichen Joch der Chornordwand wird die Sakramentsnische durch illusionistische Malerei als Sakramentshaus in Gestalt eines zweigeschoßigen Turmaufbaues überhöht. Im unteren Geschoß ist Christus mit Ähre und Rebe, flankiert von Maria und Johannes dargestellt, im oberen das Letzte Abendmahl. Seitlich ist ganz oben die Verkündigung zu sehen, darunter alttestamentliche Vorbilder der Eucharistie: Abraham und Melchisedech, die Opferung Isaaks, die Mannalese, das Quellwunder des Mose, die Speisung des Elija, und Daniel in der Löwengrube. Die Darstellungen in der untersten Zone, eine Schutzmantelmadonna mit Stifter und Wappen sowie die Gregorsmesse, sind fast völlig zerstört.
Alle Fresken wurden in den Jahren 1969 bis 1972 durch John Anders und Sebastian Enzinger denkmalgerecht restauriert, die unsachgemäßen Übermalungen und der abgelagerte Schmutz wurden entfernt.

### Taufe, Bestuhlung
Auf dem schachbrettartig ausgelegten Fußboden vor dem Hauptaltar steht ein sechseckiges steinernes Taufbecken mit einem ebenfalls sechseckigen vergoldeten Becken und einem bekrönten Deckel, daneben ein kupferner Weihwasserkessel.
Die Besucher der Kirche sitzen auf hölzernen Bankreihen, die einen mit roter Teppichware ausgelegten Mittelgang freilassen. Die Bänke sind mit geschnitzten Wangen versehen und bieten Sitzplätze für etwa 120 Personen. Gegebenenfalls können im Altarraum noch Sitzplätze für etwa 40 Kinder geschaffen werden.

### Empore mit Orgel

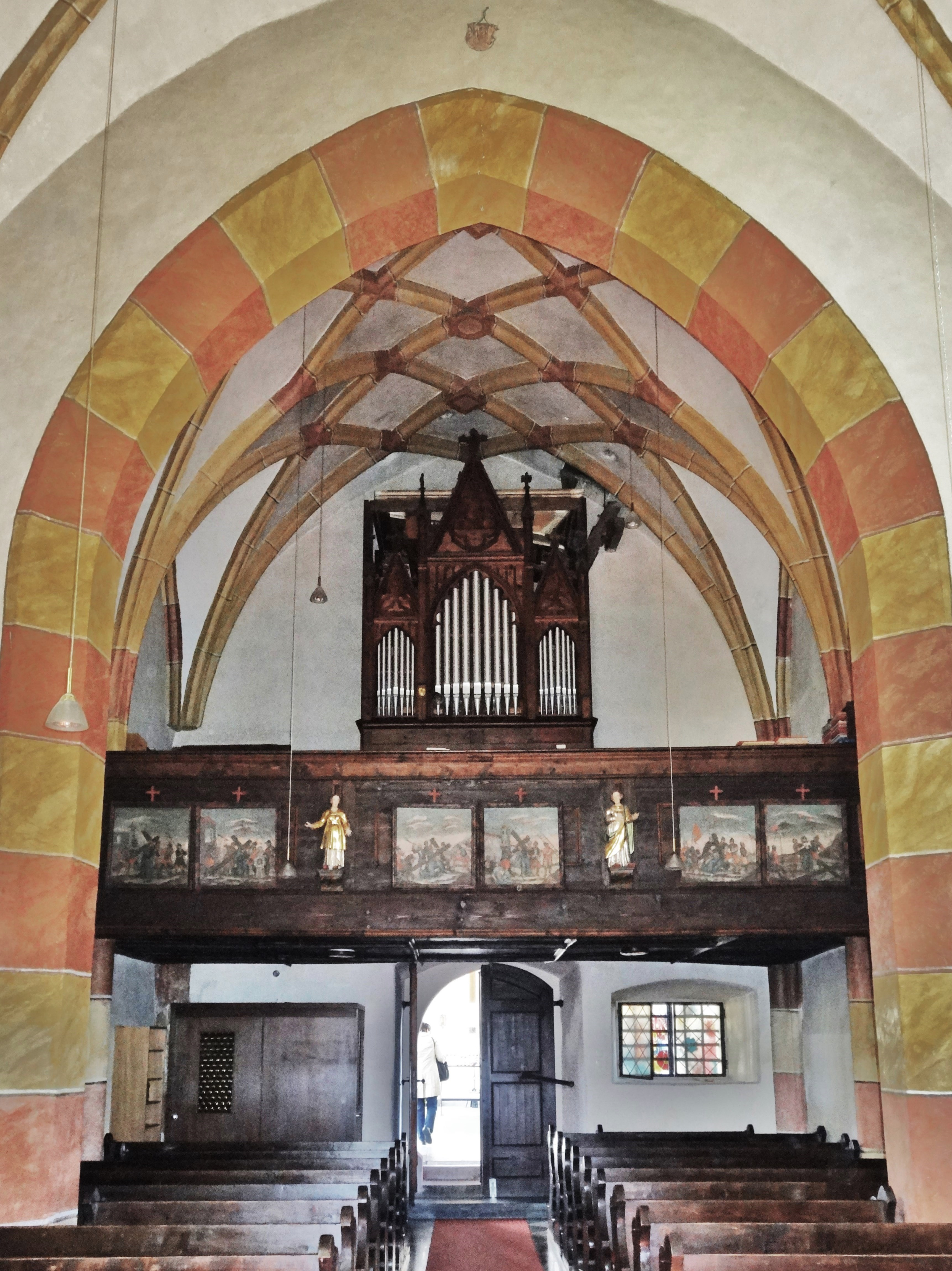
Innenansicht gegen die Orgelempore

Die hölzerne westliche Orgelempore zieht sich quer durch das Kirchenschiff. An der Brüstung sind sechs Kreuzweg-Gemälde und zwei aus dem 17. Jahrhundert datierte vergoldete Heiligenstatuen ohne Attribute angebracht. Allerdings gibt es hier keine Besuchersitzplätze.
Die erste Orgel war im Jahr 1896 soweit abgenutzt, dass umgehend ein neues Instrument angeschafft werden musste, einige Gemeindemitglieder hatten finanzielle Hilfe zugesagt. Der Orgelbauer Franz Grafenauer (1860–1935), der zugleich Politiker in Egg bei Hermagor war, erhielt vom Pfarrer Martin Krejci den Auftrag zur Neuanfertigung mit den Vorgaben: 8 Register, 4 Manualoktaven, 1 Pedaloktave und ein Spieltisch vor der Orgel, für einen Preis von 830 Gulden. Zudem verpflichtete sich die Pfarrgemeinde zur Verpflegung der Orgelbauer und ihrer Gehilfen. Die Bauzeit dauerte knapp zwei Jahre und am 23. Oktober 1898 nahm der Dechant aus Saifnitz die Orgelweihe vor. Diese Orgel, mit dem für den Erbauer ungewöhnlichen Manualumfang f3, blieb bis 1917 nahezu unverändert. Erst zu diesem Zeitpunkt wurden die noch fehlenden Prospektpfeifen geliefert. – Fünfzig Jahre nach Ende des Zweiten Weltkriegs, 1995 erfolgte eine grundlegende Sanierung der Orgel durch die Fa. Bernhard Ottitsch aus Ferlach. Das Gehäuse mit seinen neugotischen Formen zeigt drei Prospektfelder. Die Balganlage ist mit einem Gerüst über die Orgel gebaut, wodurch sie den ursprünglichen ausgewogenen Anblick des Gehäuses stark beeinträchtigt. Der Spieltisch steht frei vor der Orgel, sodass der Organist ins Kirchenschiff blickt. Die Registerzüge, schmale Metallknöpfe, sind in einer Reihe über dem Manual angebracht. Die Traktur ist mechanisch, die Windlade ist als Hebellade mit Glasventilen ausgeführt.
Disposition:
| Manual C–f3 |              |    |
| 1.          | Prinzipal    | 8′ |
| 2.          | Octave       | 4′ |
| 3.          | Mixtur 3fach | 2′ |
| 4.          | Flöte        | 8′ |
| 5.          | Rohrflöte    | 4′ |
| 6.          | Gamba        | 8′ |

| Pedal C–0 |           |     |
| 7.        | Subbass   | 16′ |
| 8.        | Ovtavbass | 08′ |

### Glocken
Zur Kirchenweihe bekam das Gotteshaus ein Geläut aus zwei bronzenen Kirchenglocken, erst im Jahr 1884 schaffte die Gemeinde eine dritte Glocke an.
Die aktuell (in den 2020er Jahren) vorhandenen Glocken stammen aus verschiedenen Jahren und aus unterschiedlichen Glockengießereien, wie der folgende Glockenplan zeigt:
| Nr. | Schlagton | Gewicht | Gussjahr | Gießerei          | Inschriften, Bemerkungen |
| --- | --------- | ------- | -------- | ----------------- | --- |
| 1   | cis1      |         | 1984     | Fa. Grassmayr     | Die ursprüngliche erste Glocke mit dem Schlagton as1-4 und einem Gewicht von 550 kg wurde 1524 von Peter Pfinzing gegossen. Sie musste im Ersten Weltkrieg als Metallspende zur Herstellung von Kriegsgerät abgeliefert werden. |
| 2   | e1        | ?       | 1478     | Mert von Friesach | |
| 3   | gis1      | ?       | 1950     | Fa. Grassmayr     | Ersetzte eine erst 1884 hinzugefügte Kirchenglocke, die wegen eines Sprungs im Glockenmantel 1950 eingeschmolzen wurde. |

## Friedhof
Durch ein geschwungenes, aus Steinen gemauertes Rundbogen-Tor in der Kirchenmauer gelangt man in den Friedhof vor der Kirche, auf welchem im 20. Jahrhundert auch ein Soldatenehrenfriedhof angelegt wurde.

## Seelsorge
Folgende Pfarrer bestimmten und bestimmen die Geschichte des Gotteshauses mit:
- um 1896: Martin Krejci
- ?–2022, Aug.: Pfarrprovisor Tivadar Jasura
- seit 2022, Sept: Pfarrassistentin: Barbara Velik-Frank, Diakon Oskar Pöcher

Die Gemeinde gibt seit 1975 regelmäßig mehrmals im Jahr den Pfarrbrief Andreasblatt heraus.
Die Gemeinde unterhält u. a. einen gemischten Chor und eine Sängerrunde.

## In der Umgebung des Kirchengebäudes
Das Pfarrhaus mit umgebendem Garten wurde 1799 in Fachwerk errichtet.
Der Friedhof wird seit Jahrhunderten stetig genutzt. Am Ende des Ersten Weltkriegs wurden 179 Soldaten der Österreichisch-Ungarischen Monarchie, die in den Kämpfen oder an den Folgen verstorben sind, auf einer gesonderten Fläche beigesetzt. Die Gräber sind ebenerdig angelegt und jedes ist mit einem metallenen Namenskreuz markiert.